# Sofonisba Anguissola
Pour les articles homonymes, voir Anguissola.
Pour les autres membres de la famille, voir Famille Anguissola.
Sofonisba Anguissola, née à Crémone vers 1532 et morte à Palerme en 1625, est une artiste peintre italienne maniériste.
Spécialisée dans les portraits, elle arrive en 1559 à la cour d'Espagne de Philippe II et devient dame d'honneur de la reine née Élisabeth de France (1545-1568). Professeure de la reine et peintre officielle de la cour jusqu'en 1573, elle peint de nombreux portraits, dont ceux du roi, des reines Élisabeth, puis Anne, du poète de Crémone Giovanni Battista Caselli.

## Biographie
Née vers 1532, à Crémone, dans une famille de petite noblesse, du mariage d'Amilcare Anguissola et de Bianca Ponzoni, Sofonisba Anguissola a été l'une des premières femmes peintres à atteindre, de son vivant, les sommets de la scène artistique européenne.

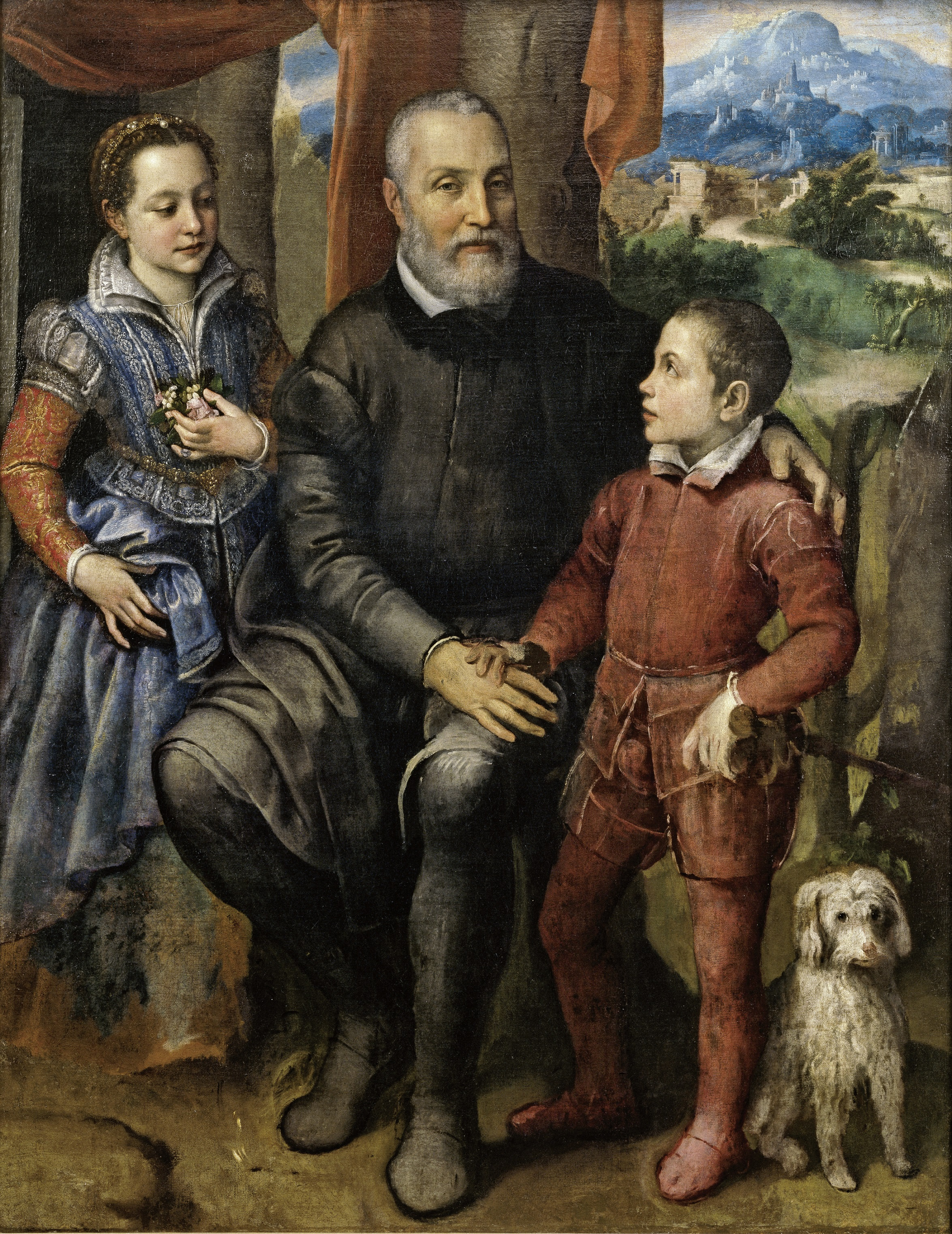
Portrait de la famille Anguissola avec son père, sa sœur et son frère (1559), Nivaagaard Museum.
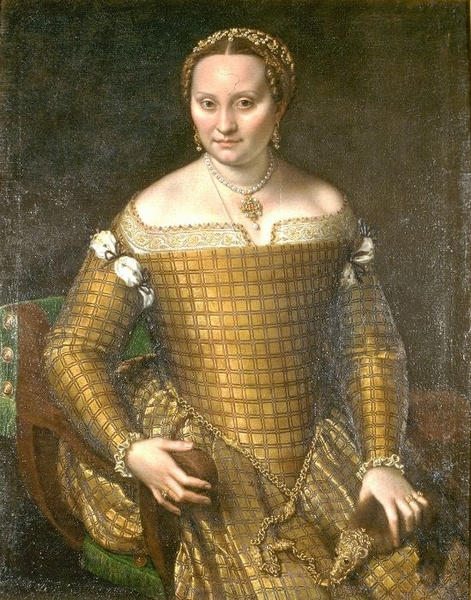
Portrait de Bianca Ponzoni Anguissola (vers 1557), Berlin, Gemäldegalerie.
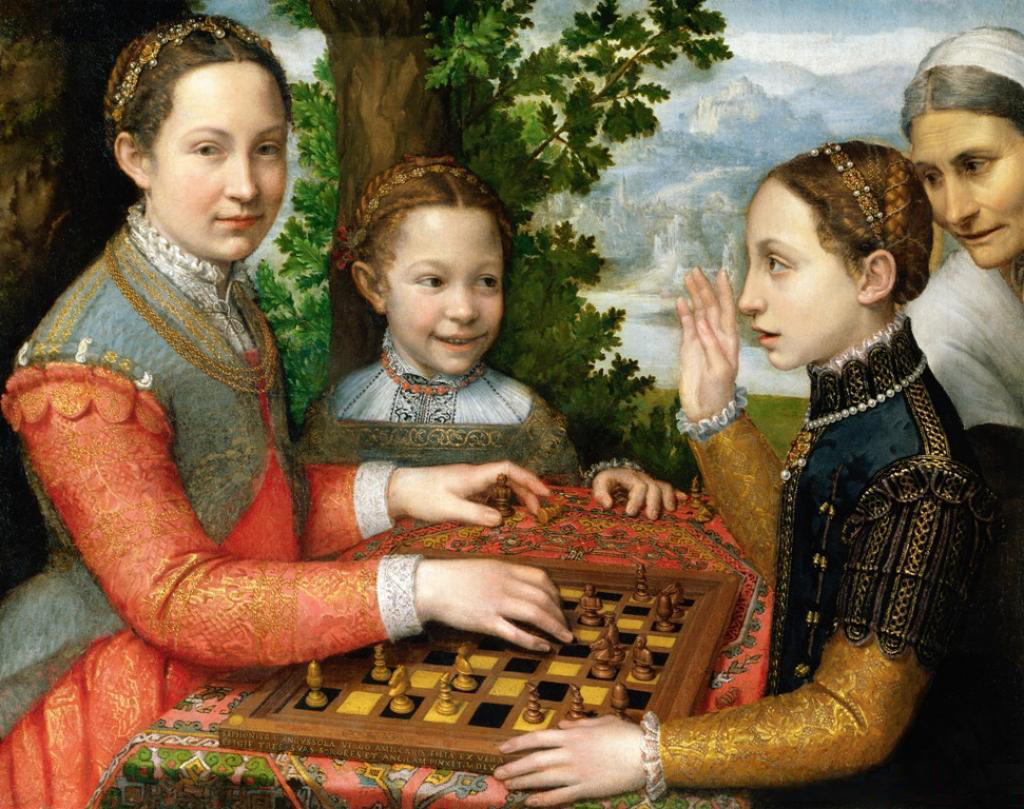
La Partie d'échecs (Portrait des sœurs de l'artiste jouant aux échecs) (1555), musée national de Poznań.
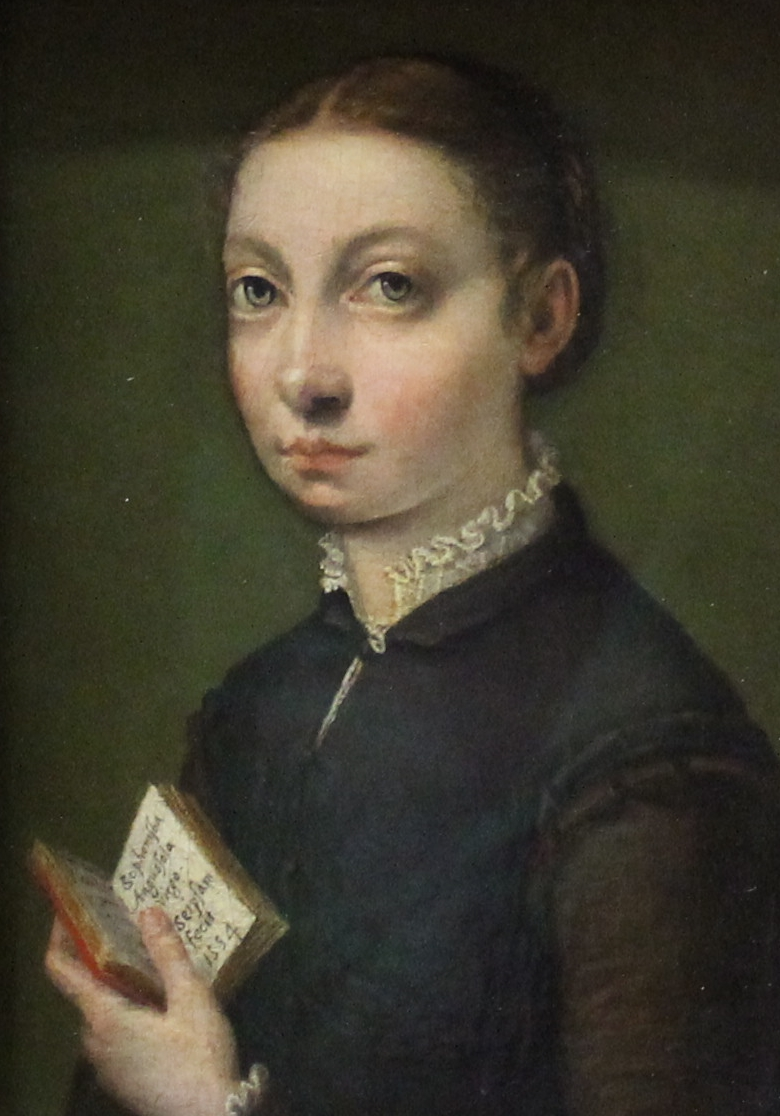
Autoportrait (1554), musée d'Histoire de l'art de Vienne.
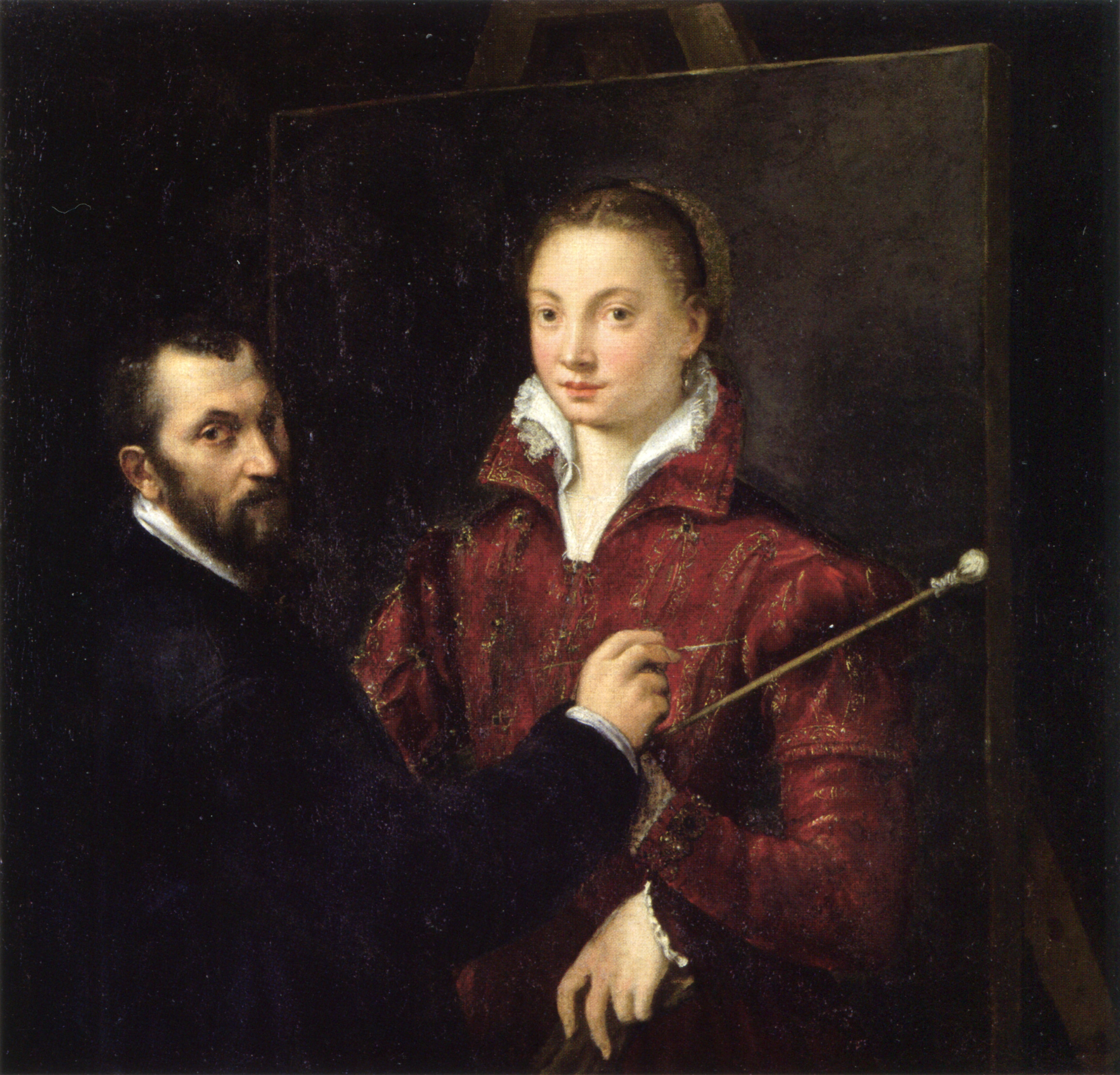
Autoportrait avec Bernardino Campi (vers 1549), pinacothèque nationale de Sienne.
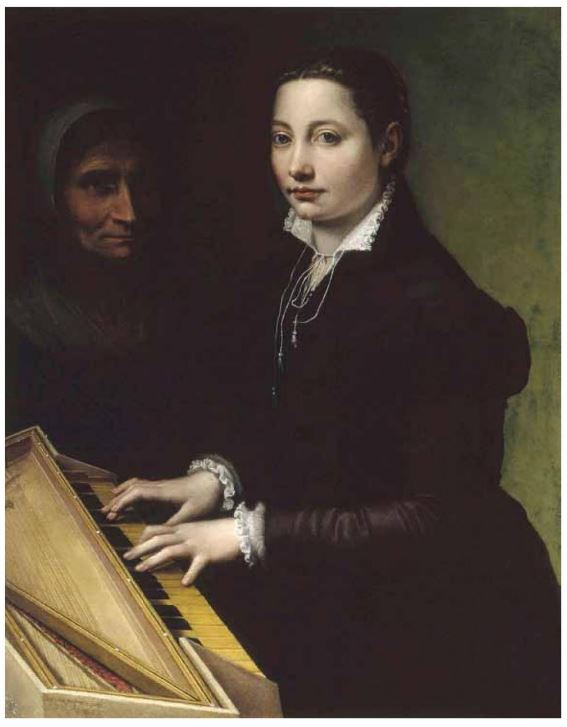
Autoportrait avec sa nourrice, localisation inconnue.

Sofonisba est l'aînée et la plus connue des six sœurs Anguissola (Sofonisba, Elena, Europa, Lucia, Anna Maria, Minerva). La famille compte également un frère, Asdrubal (né en 1551).
Humaniste imprégné de culture antique, son père, Amilcare Anguissola, encourage tous ses enfants à développer leurs talents artistiques.
Entre 1546 et 1549, il fait étudier la jeune Sofonisba et sa sœur Elena auprès du peintre lombard Bernardino Campi, alors connu pour ses portraits et ses tableaux religieux. Celui-ci, bien que n'appartenant pas à la famille crémonaise, plus connue, des Campi (Vincenzo, Giulio et Antonio), possède un style proche des maîtres du maniérisme, en vogue en Italie du Nord entre le XVIe et le XVIIe siècle. Bernardino Campi exerce ainsi une forte influence sur le style de la jeune Anguissola, qui en reprendra les traits essentiels dans son travail de prédilection, celui du portrait.

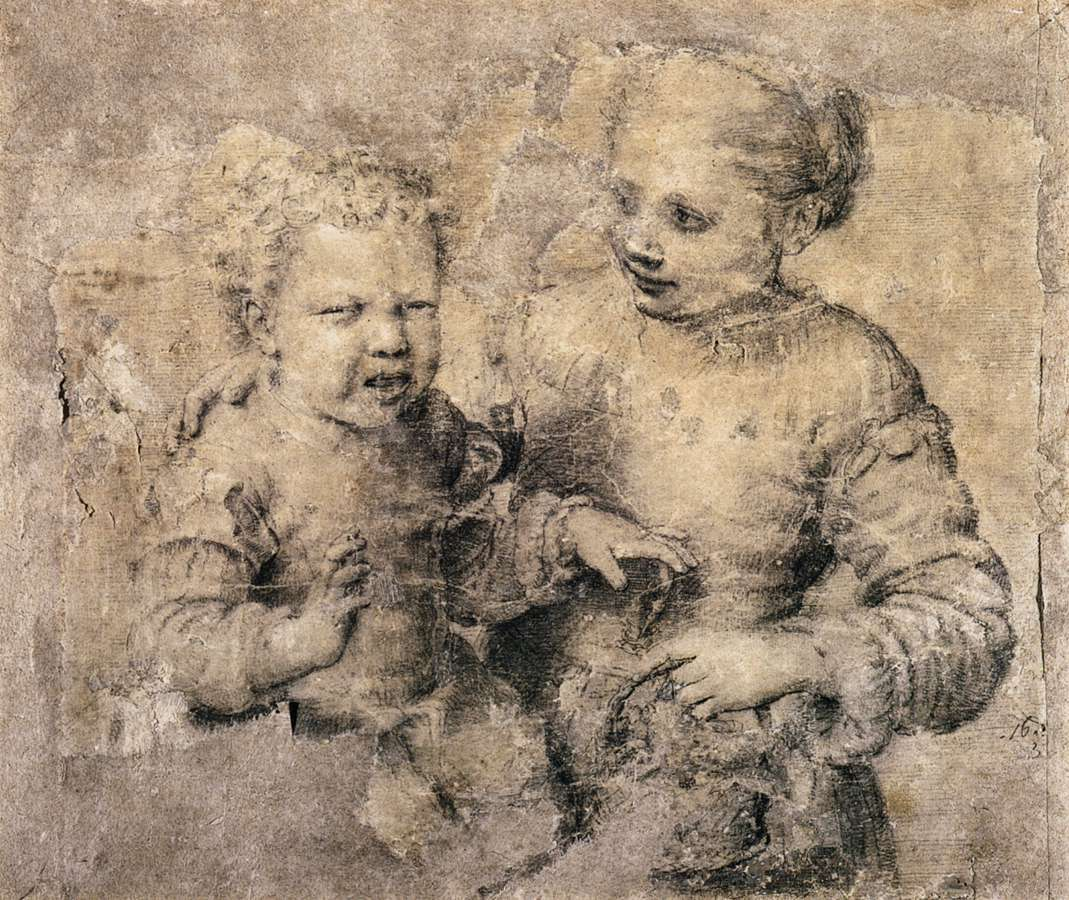
Bambin mordu par une écrevisse (vers 1554), musée de Capodimonte.

Quand Campi quitte Crémone pour Milan, les sœurs suivent l'enseignement de Bernardino Gatti (il Sojaro), un peintre originaire de Pavie, mais actif entre Crémone et Plaisance.
Impresario inlassable des talents de sa fille, Amilcare Anguissola travaille sans relâche, durant les années 1550, à la faire connaître auprès des ateliers de Mantoue, Ferrare, Parme, Urbino et Rome.
Il est certain que Sofonisba se rendit à la cour de Mantoue, auprès des Gonzague, où elle côtoya les élèves de Jules Romain.
Il est probable qu'elle ait séjourné à Parme, auprès des Farnese, et qu'elle y ait connu Giulio Clovio, peintre en miniature renommé, qui l'initia à cette technique. Même si l'on n'a pas de trace de miniatures de la main de Sofonisba Anguissola postérieures à sa période crémonaise, les sources de l'époque indiquent qu'elle continua à pratiquer cet art tout au long de sa vie.
Elle est citée dans les Vite de Giorgio Vasari grâce à Michelangelo Buonarroti qui soutenait que la jeune fille possédait un certain talent.
Le père de Sofonisba avait en effet écrit à Michel-Ange pour lui présenter le travail de sa fille. Parmi les dessins qu'il lui avait soumis, figurait Bambin mordu par une écrevisse, dans lequel l'artiste, alors âgée d'un peu plus de vingt ans, avait saisi l'expression de la douleur enfantine d'une manière qui plut beaucoup au maître florentin. On retrouve d'ailleurs cette même grimace dans le Garçon mordu par un lézard du Caravage.

### À la cour d'Espagne (1559-1573)

Œuvres de Sofonisba Anguissola
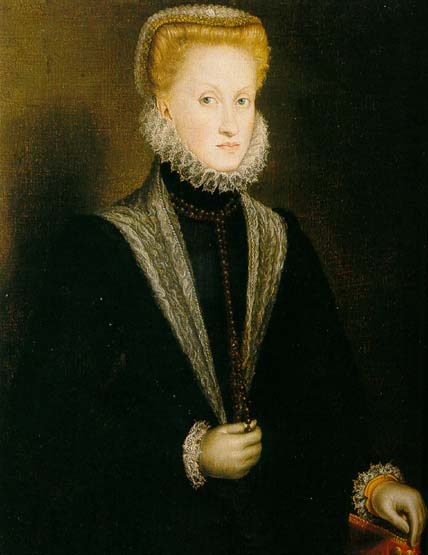
Anne d'Autriche (1549), Madrid, musée du Prado.
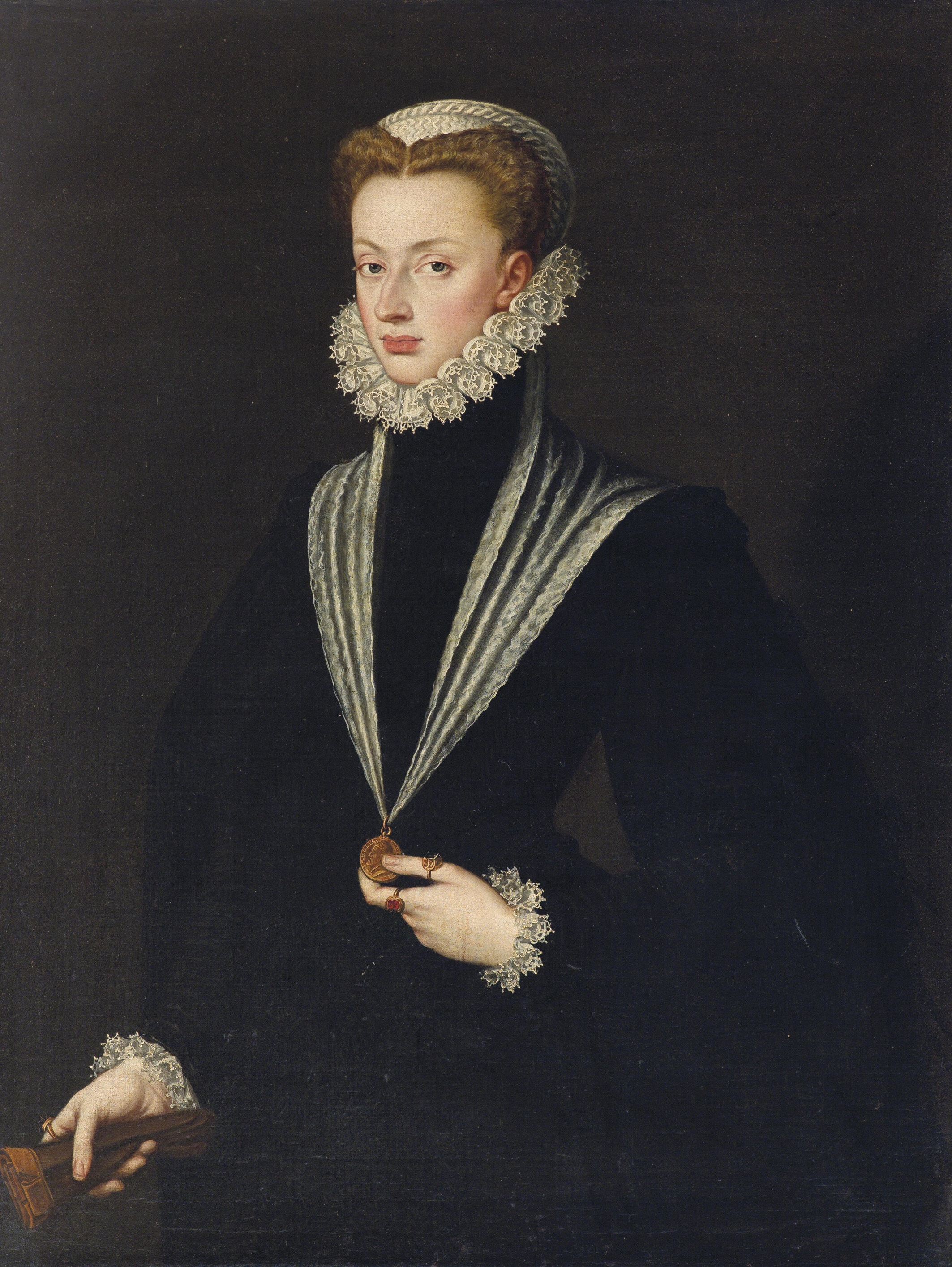
Jeanne du Portugal (années 1550), collection particulière.
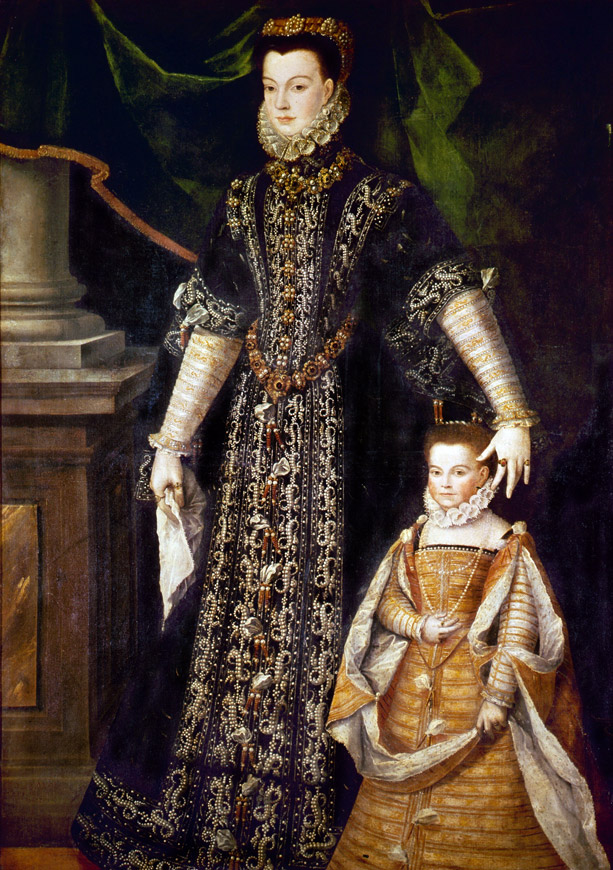
Diane d'Andouins et sa fille Catherine (1565)[6], musée basque et de l'Histoire de Bayonne.
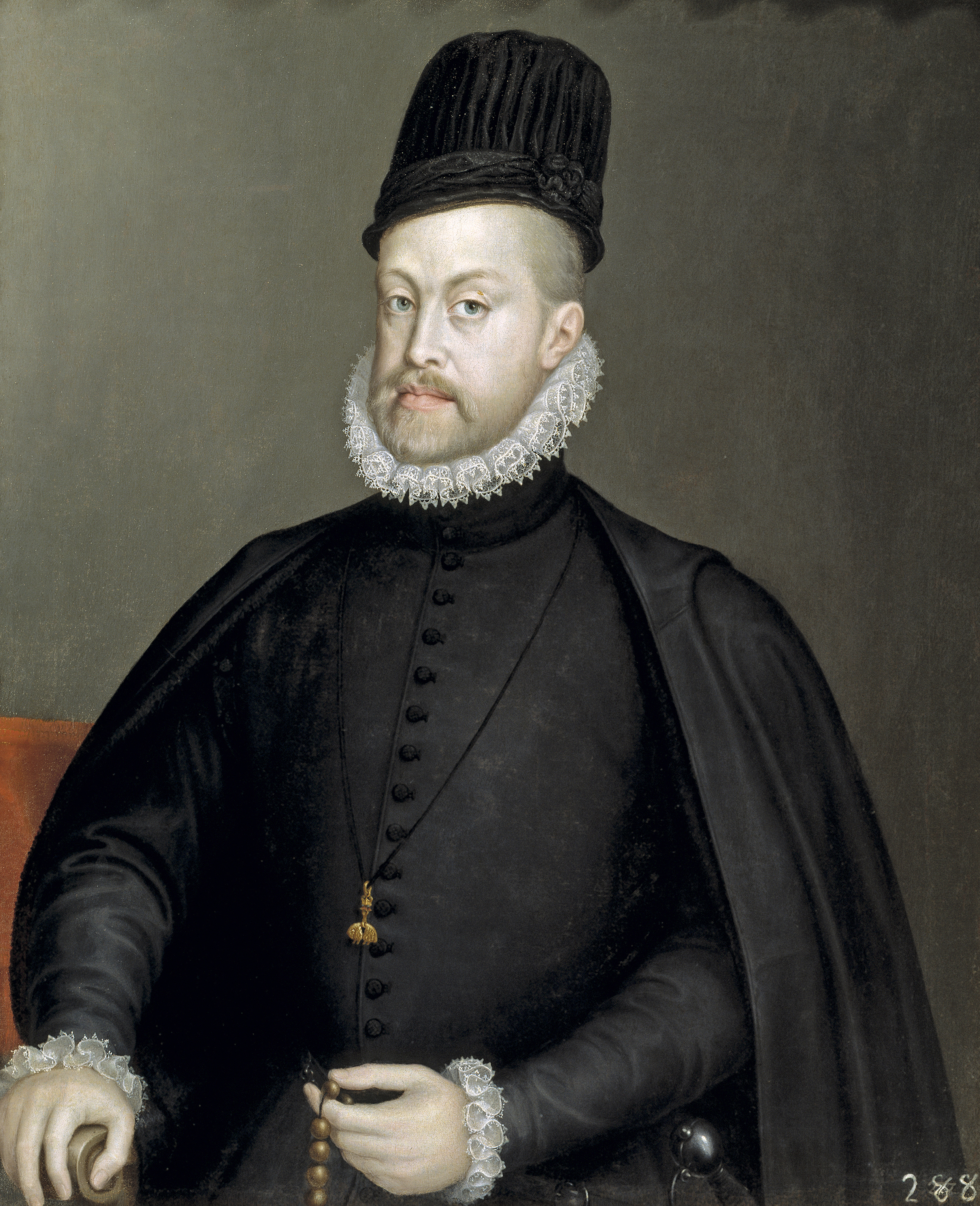
Philippe II (1565), Madrid, musée du Prado[7].
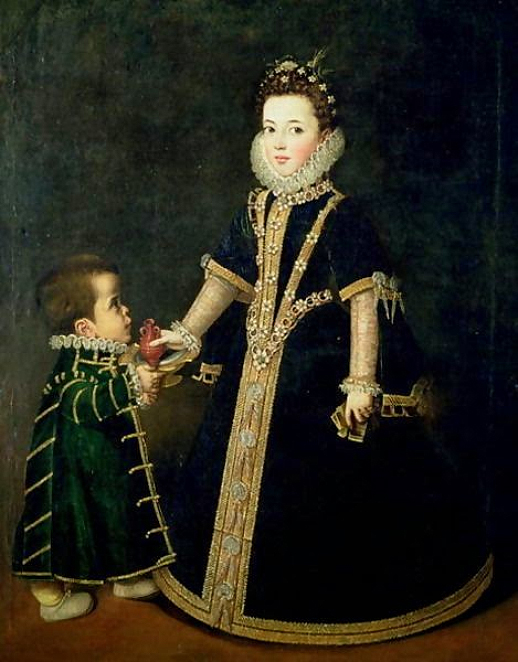
Portrait de Marguerite de Savoie avec un nain (vers 1595), localisation inconnue[8].
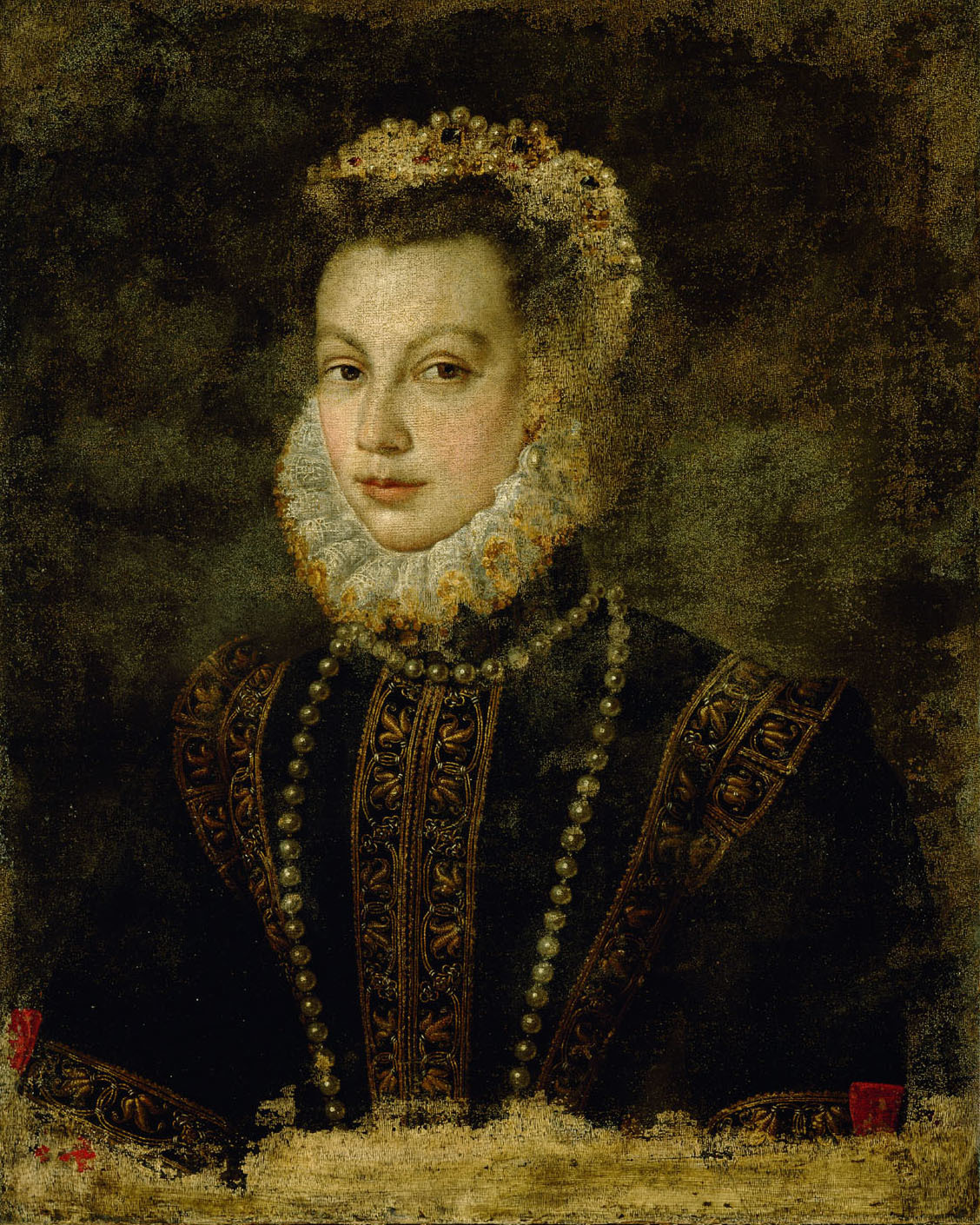
Portrait d'Élisabeth de France (vers 1599), musée d'Histoire de l'art de Vienne.

Le duc Sessa, gouverneur de Milan, lui obtient une recommandation auprès de la cour d'Espagne. En 1559, Sofonisba Anguissola quitte définitivement la Lombardie pour rejoindre la cour de Philippe II. Elle arrive juste à temps pour assister, à Guadalajara, au mariage du roi avec Élisabeth de Valois, dont elle devient rapidement dame d'honneur et à laquelle elle enseigne le dessin. Cette charge vaut à la famille restée à Crémone une rente annuelle de 200 écus qui, bien qu'adressée nommément à Sofonisba Anguissola, sera toujours encaissée par Amilcar, puis par Asdrubal.

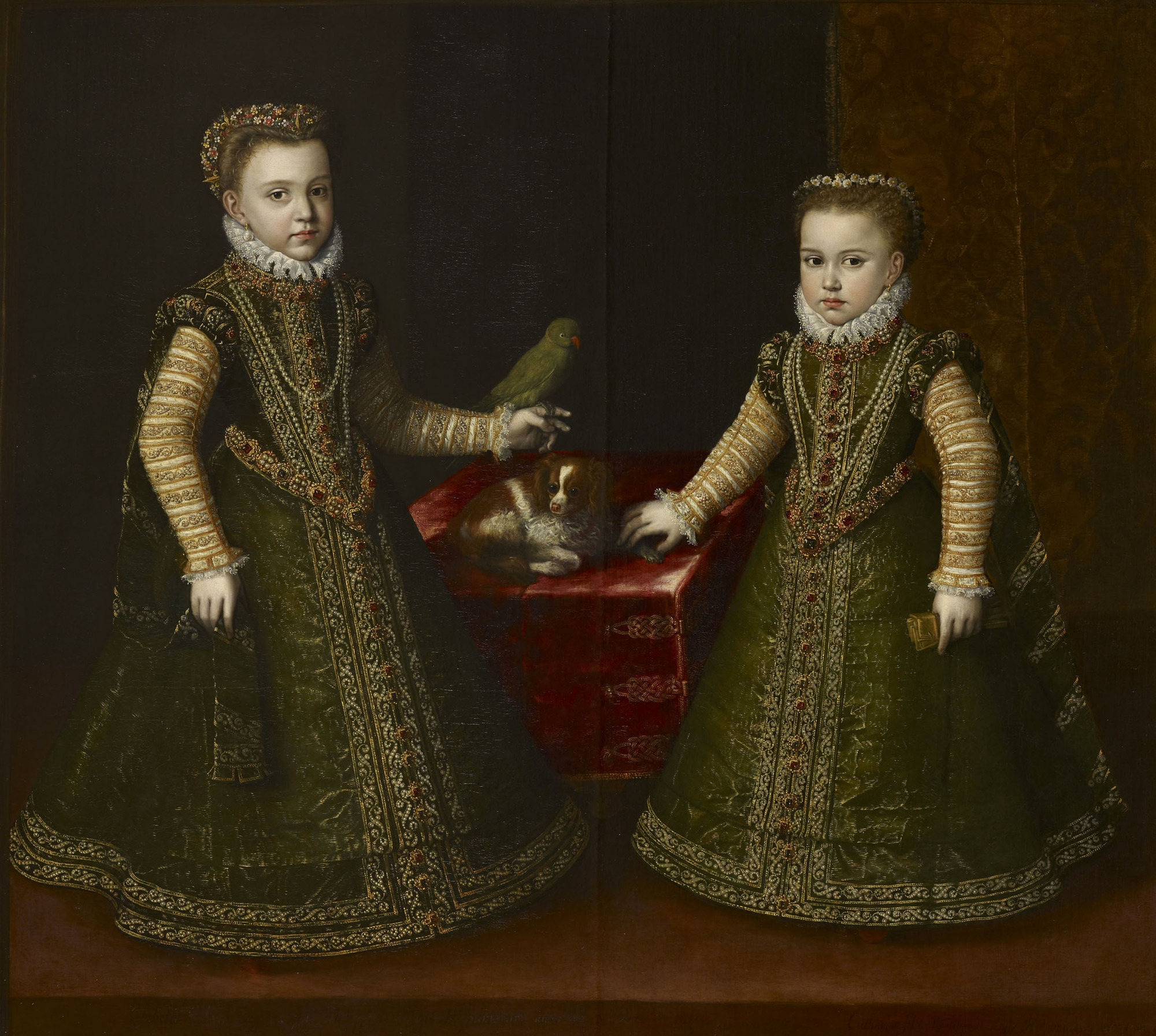
Sofonisba Anguissola ou Alonso Sánchez Coello, Les Infantes Isabella Clara Eugenia et Catalina Micaela (1570), Royal Collection.

Jusqu'à la mort de sa protectrice en 1568, Anguissola réalise de nombreux portraits des membres de la famille royale et de leurs familiers. Cependant, son statut particulier — elle est noble, dame de compagnie, professeur de dessin et peintre de cour — l'empêche de vendre ces toiles et d'avoir un atelier. Ces raisons, ainsi que l'incendie de l'Alcazar, peuvent expliquer l'oubli qui a longtemps entouré son travail pictural à la cour d'Espagne. Ce n'est que grâce à un long travail de recherche qu'un grand nombre de portraits a pu lui être progressivement réattribué, souvent au détriment du peintre Alonso Sánchez Coello (1531-1588).
À la mort d'Isabelle de Valois, ses suivantes regagnent leurs cours d'origine, sauf Sofonisba Anguissola, dont le retour à Crémone s'avère difficile à organiser et qui reste donc attachée, pendant que la cour lui cherche activement un époux et réunit sa dot, aux infantes Isabella Clara Eugenia et Caterina Micaela.

### Premier mariage
Redevable envers l'ancienne dame de compagnie de la reine, la cour d'Espagne se met à la recherche d'un mari pour Sofonisba Anguissola, qui a exigé qu'il soit italien et non espagnol. Les recherches finissent par aboutir et, en mai 1573 elle épouse à Madrid, par procuration, un jeune noble sicilien, Fabrizio Moncada (it), cadet du prince de Paternò.
Elle le rejoint en Sicile à l'automne, apportant dans ses bagages la dot réunie par la cour d'Espagne, à savoir une somme importante, des bijoux et une pension annuelle de 1 000 ducats. Le couple vit alors dans des déplacements incessants entre le palais de la famille Moncada à Paternò (environs de Catane) et Palerme.
Il n'existe pas de trace d'activité picturale concernant cette période, si ce n'est un écrit contemporain qui indique que le travail de Sofonisba « ne consistait pas en portraits, mais plutôt […] quelques petites toiles religieuses tellement rares. »
En 1578, don Fabrizio Moncada périt en mer, au large de Capri, lors d'un voyage à la cour d'Espagne. Il semble que cette disparition ait mis la belle-famille dans l'embarras et que les relations se soient tendues autour de questions juridiques regardant la restitution de la dot.

### Second mariage

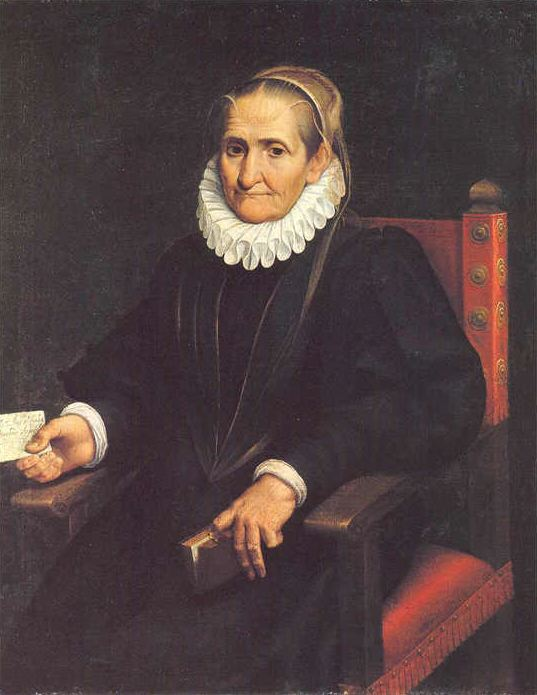
Autoportrait (1610), Winterthour, Fondation Gottfried Keller.

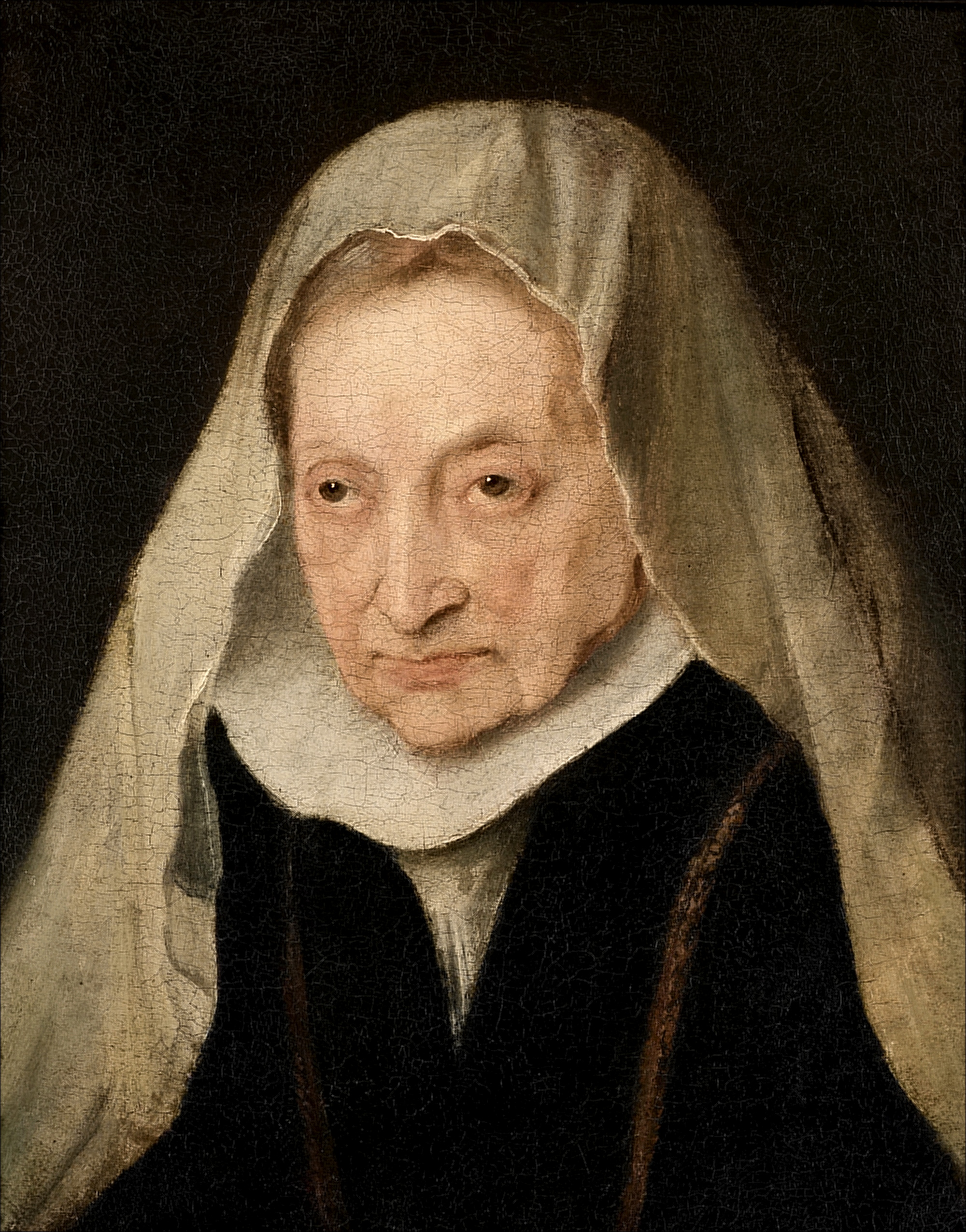
Antoine van Dyck, Portrait de Sofonisba Anguissola (1624), Swindon, National Trust.

La cour d'Espagne propose de recueillir Sofonisba Anguissola, mais celle-ci préfère, avec l'aide de son frère Asdrubal, quitter la Sicile et rejoindre sa Lombardie natale. Les vicissitudes du voyage de retour la conduisent à faire étape en Ligurie. Elle passe quelque temps à Livourne, puis à Pise, où elle rencontre, vers la Noël 1579, Orazio Lomellini, jeune capitaine de navire et enfant naturel d'une grande famille génoise. Elle l'épouse, en secondes noces, malgré les objections de son frère, de la cour d'Espagne et du grand-duc de Toscane, auquel elle répond, dans une lettre écrite de sa main « les mariages se font d'abord au ciel et, ensuite, sur terre ».
Le mode de vie du couple sera dès lors lié aux navettes incessantes qu'Orazio effectue, pour les besoins de son négoce, entre Gênes et la Sicile, tout d'abord comme capitaine d'un vaisseau de la République (La Patrona), puis à son propre compte, assumant progressivement des fonctions de plus en plus élevées au sein de la « nation génoise » installée à Palerme.
Malgré les accrocs à l'étiquette — Orazio n'était pas noble et le mariage avait eu lieu très peu de temps après la mort de son premier mari —, les relations d'Anguissola avec la cour d'Espagne se recomposèrent assez rapidement. Dès 1583, elle reçoit un paiement una tantum en dédommagement de la perte de don Fabrizio. Un an plus tard, une troisième pension annuelle lui est adressée, qu'elle peut percevoir en Sicile.
Par ailleurs, l'artiste peintre est la première artiste à se représenter âgée. Cet autoportrait, peint vers 1610, affirme son statut d'artiste accomplie, mais ne cherche pas à rajeunir ses traits. Elle se dépeint avec une grande majesté, et la sévérité des poses des hommes de pouvoir. Le tableau est adressé à Philippe III d'Espagne, comme en témoigne la lettre pliée dans la main droite, qui indique : « Alla Ma[jesta]d Catolica besa la m[ano]... Anguissola ».
En 1615, elle revient à Palerme où son mari a désormais la majeure partie de ses intérêts. Le couple y acquiert une maison dans l'ancien quartier arabe de Seralcadi. Elle continue à y peindre, malgré la baisse importante de sa vision, qui finira par lui faire abandonner la peinture.
À l'été 1624, Sofonisba Anguissola reçoit la visite du célèbre peintre Antoine van Dyck, appelé à Palerme pour faire le portrait du vice-roi Emmanuel Philibert de Savoie. Le jeune peintre croque alors dans ses carnets le portrait de la vieille femme et note que, malgré sa vue très diminuée : « elle eut le goût de disposer les toiles devant elle et, à grand effort et en mettant le nez dessus le tableau, parvint à discerner quelque peu », pendant que « de mémoire, et d'esprit très vif et très courtois », elle « tenait d'autres bons discours et me conta une partie de sa vie », ainsi que « la grande peine qu'elle avait de la perte de sa vue et de ne plus pouvoir s'adonner à la peinture. »
Sofonisba Anguissola meurt l'année suivante, le 16 novembre 1625. Elle est inhumée à Palerme, dans l'église de San Giorgio, appartenant à la « nation génoise ». La pierre tombale apposée quelques années plus tard par son époux porte la mention suivante :
Sophonisbae uxori ab Anguissolae

combitus ducenti origine [M]

nobilitate, forma extraordinariisque

'natura dotibus in illustres mundi mulie

res relatae ac in exprimendis hominum

imaginibus adeo insigni

ut pare[m] aetatis suae

nemine habuisse sit aestimata

Horatius Lomellinus

ingenti affectus maerore decus

hoc extremum et si tantae mulieri exiguum

mortalibus vero maximu[m]

dicavit 1632.
Les archives espagnoles concernant Sofonisba Anguissola ont brûlé dans l'incendie qui a totalement détruit l'Alcazar royal de Madrid, entre le 24 et le 28 décembre 1734.

## Œuvres
Liste tirée du catalogue de l'exposition Sofonisba Anguissola e le sue sorelle organisée en 1993 par Mina Gregori

### Peinture

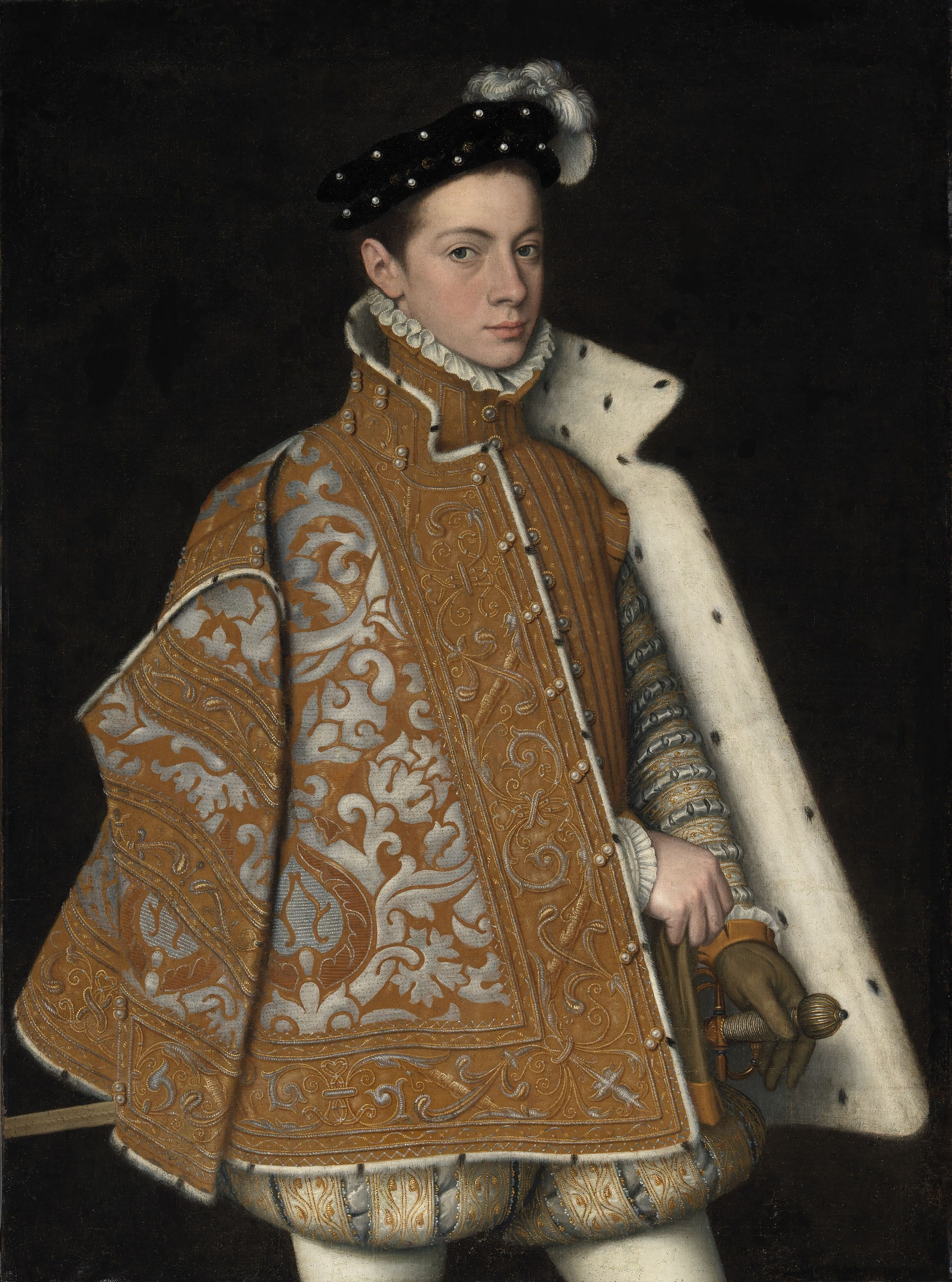
Portrait du prince Alexandre Farnèse, vers 1560.

- Portrait de nonne (Elena ?), 1551, Southampton, City art gallery.
- Autoportrait 1554 , Vienne, musée d'Histoire de l'art, galerie de peintures.
- Portrait des sœurs de l'artiste jouant aux échecs, 1555, Poznàn, Pologne, Muzeum Narodowe.
- Portrait d'un dominicain astronome, 1555, autrefois à L'Aquila, dans la collection Gino Caligaris.
- Portrait d'un chanoine du Latran, 1556, Brescia, Pinacoteca Tosio Martinengo.
- Portrait de Giulio Clovio, 1556, Mentana, collection Federico Zeri.
- Autoportrait en miniature, vers 1556, Boston, musée des Beaux-Arts.
- Autoportrait au chevalet, 1556, Łańcut, Pologne, musée Zamek.
- Autoportrait à l'épinette, 1556-1557, Naples, Museo nazionale di Capodimonte.
- Portrait de femme (Bianca Ponzoni Anguissola, sa mère), 1557, Berlin, Staatliche Museen Preussischer Kulturbesitz, Gemäldegalerie.
- Portrait de Massimiliano Stampa, 1557, Baltimore, Walters Art Museum.
- Portrait de Lucia à l'épinette, Chichester, West Sussex, Royaume-Uni, Goodwood House.
- Lucia à l'épinette, Althorp, collection Spencer.
- Portrait de famille, 1558, Nivaa, Nivaagaards Malerisamling.
- Bernardino Campi peignant le portrait de Sofonisba Anguissola, vers 1559, Pinacothèque nationale de Sienne.
- Autoportrait en miniature, Florence, Musée des Offices.
- Autoportrait, 1550 c., 88,5 × 69 cm, Florence, Musée des Offices[15].
- Autoportrait, Paris, Fondation Custodia.
- Autoportrait, Milan, collection privée.
- Autoportrait, Chantilly, musée Condé.
- Portrait d'un homme barbu, 1557-1558, Stamford, Lincolnshire Royaume-Uni, Burghley House.
- Autoportrait, 1559-1561, Milan, Pinacoteca di Brera.
- Portrait de jeune femme, Brescia, collection privée.
- Portrait de Minerva (attribué à Sofonisba Anguissola), Milwaukee, Milwaukee Art Museum.
- Portrait d'Isabelle de Valois, 1565, Madrid, musée du Prado.
- Portrait du prince Alexandre Farnèse, vers 1560, Dublin, National Gallery of Ireland.
- Philippe II, c. 1565, Madrid, musée du Prado.
- Portrait d'Anne d'Autriche, 1573, Boston, Isabella Stewart Gardner Museum.
- Portrait de Jeanne d'Autriche, 1573, Madrid, musée du Prado.
- Portrait d'Isabella Clara Eugenia, 1573, Turin, Galeria Sabaudia.
- Portrait d'Isabelle de Valois, c. 1590, Vienne, musée d'Histoire de l'art, Gemäldegalerie.
- Portrait de Caterina Micaela, duchesse de Savoie, vers 1585, Madrid, musée du Prado.
- Portrait de Caterina Micaela, duchesse de Savoie (la dame à l'hermine), vers 1590, Glasgow, Pollok House, désormais attribué à Alonso Sánchez Coello.
- Autoportrait, c. 1590, huile sur toile, 96,5 x 76 cm, Zurich, Kunsthaus.
- Marguerite de Savoie avec un nain (autrefois intitulé Juana de Mendoza, duchesse de Béjar), Madrid, collection privée.
- Portrait de l'infante Isabella Clara Eugenia, vers 1599, Paris, ambassade d'Espagne (propriété du musée du Prado).
- Sainte famille, 1559, Bergame, Académie Carrara.
- Madone allaitant l'enfant Jésus, 1588, Budapest, musée des beaux-arts de Budapest (Szëpmüvëszeti Muzeum).
- Sainte famille avec sainte Anne et saint Jean enfant, 1592, Coral Gables, Lowe Art Museum (en).
- Portrait de femme, huile sur bois, 42 x 37 cm, musée des Beaux-Arts d'Orléans (disparu durant la Seconde Guerre mondiale)[16].

### Dessin
- Vieille femme étudiant l'alphabet et moquée par une enfant, 1550, Florence, Galleria degli Uffizi, Cabinet des dessins et estampes.
- Bambin mordu par une écrevisse, vers 1554, Naples, Museo nazionale du Capodimonte, cabinet des dessins et estampes.
- Portrait de Lucia Anguissola, Florence, Galleria degli Uffizi, Cabinet des dessins et estampes.
- Portrait de femme, Dresde, Staatliche Kunstsammlungen, Kupferstich-Kabinett, legs Lahmann.

## Expositions
- Crémone, Centro culturale Città di Cremona, Santa Maria della Pietà, septembre-décembre 1994.
- Vienne, musée d'Histoire de l'art, Gemäldegalerie, janvier-mars 1995.
- Washington, National museum of women in the arts, avril-juin 1995.

## Hommages
- Depuis 2017, un cratère de la planète Mercure est nommé Anguissola en son honneur[17].